# 천일의 스캔들
《천일의 스캔들》(영어: The Other Boleyn Girl)은 저스틴 채드윅이 감독하고 2008년에 공개된 미국, 영국의 드라마 영화이다. 필립파 그레고리의 동명의 소설 《천일의 앤 불린》을 원작으로 한다. 이 영화는 16세기를 배경으로 헨리 8세와 두 자매의 사랑과 배신을 담고 있다. 볼린 가의 딸 앤 불린은 영국의 국왕 헨리 8세를 유혹하여 권력과 명예를 얻으려 하지만 왕의 마음을 사로잡은 사람은 동생 메리 불린으로 권력과 명예를 중요시하는 앤과 메리의 갈등이 주요 내용이다.
제작사는 BBC 필름스로 속편 '볼린의 유산'(소설)은 앤 클리브스, 캐서린 하워드와 제인 파커의 이야기이다.

## 배역
- 나탈리 포트만 - 앤 불린 역[2]
- 스칼렛 요한슨 - 메리 불린 역[3]
- 에릭 바나 - 잉글랜드 국왕 헨리 8세 역[4]
- 짐 스터게스 - 조지 불린, 자작 로치포드 역
- 크리스틴 스콧 토마스 - 엘리자베스 불린, 윌트셔와 오몬드 공작부인 역
- 마크 라이런스 - Sir(경) 토마스 불린, 윌트셔와 오몬드 백작 역
- 데이비드 모리시 - 토마스 하워드, 노폴크 공작 역
- 베네딕트 컴버배치 - 윌리엄 캐리 역
- 올리버 콜맨 - 헨리 퍼시, 노섬벌랜드 백작 역
- 아나 토렌트 - 아라곤의 캐서린 역
- 에디 레드메인 - 윌리엄 스타포드 역
- 주노 템플 - 제인 파커 역
- 아인 밋첼 - 토마스 크롬웰 역
- 앤드류 가필드 - 프란시스 웨스턴 역

## 한국어 더빙 성우진(KBS)
- 정미숙 - 앤 불린(나탈리 포트만)
- 소연 - 메리 불린(스칼렛 요한슨)
- 홍시호 - 헨리 8세(에릭 바나)
- 윤호 - 조지 불린(짐 스터게스)
- 이봉준 - 토마스 불린(마크 라이런스)
- 송도영 - 엘리자베스 불린(크리스틴 스콧 토머스)
- 김준 - 노포크 공작(데이비드 모리시)
- 장민혁 - 윌리엄 캐리(베네딕트 컴버배치)
- 박희은 - 아라곤의 캐서린(아나 토렌트)
- 이문희 - 윌리엄 스타포드(에디 레드메인)
- 이미연 - 제인 파커(주노 템플)